# Edouard Nicolay
Edouard Nicolay (* 1901 in Namur; † 24. März 1945 im KZ Bergen-Belsen) war ein belgischer römisch-katholischer Geistlicher und Märtyrer.

## Leben
Edouard Nicolay besuchte Schulen in Namur und Floreffe und wurde 1926 in Namur zum Priester geweiht. Die Stationen seines Wirkens waren: Vikar in Spy (Jemeppe-sur-Sambre), Flawinne (Namur) und Courtil (Gouvy) und Pfarrer in Vaux-lez-Rosières (Vaux-sur-Sûre) und in Pessoux (Ciney).
Wegen Widerstandsaktivitäten wurde er am 1. März 1944 festgenommen und über Dinant und Namur am 20. August 1944 nach Deutschland deportiert. Er kam über das KZ Buchenwald in das KZ Mittelbau-Dora und von dort in die SS-Baubrigade in Sangerhausen. Von Nordhausen wurde er in einem Krankentransport in das KZ Bergen-Belsen überführt. Dort starb er am 24. März 1945 im Alter von 43 Jahren.

## Gedenken
Sein Name steht auf einem Pfadfinderdenkmal im Wald Bois de la Basse Marlagne bei Namur.